# Vacrothele palpator
Espèce
Synonymes
- Macrothele palpator Pocock, 1901

Vacrothele palpator est une espèce d'araignées mygalomorphes de la famille des Macrothelidae.

## Distribution
Cette espèce est endémique de Chine. Elle se rencontre au Zhejiang, au Hubei, au Guizhou, au Jiangxi et à Hong Kong.

## Description
Le mâle holotype mesure 12 mm et la femelle 18 mm.

## Systématique et taxinomie
Cette espèce a été décrite sous le protonyme Macrothele palpator par Pocock en 1901. Elle est placée dans le genre Vacrothele par Tang, Wu, Zhao et Yang en 2022.

## Publication originale
- Pocock, 1901 : « On some new trap-door spiders from China. » Proceedings of the Zoological Society of London, vol. 1901, no 1, p. 207-215 (texte intégral).